# Boiling Springs (Carolina del Nord)
Boiling Springs és una població dels Estats Units a l'estat de Carolina del Nord. Segons el cens del 2000 tenia 3.866 habitants.

## Demografia
Segons el cens del 2000, Boiling Springs tenia 3.866 habitants, 1.117 habitatges i 832 famílies. La densitat de població era de 343,9 habitants per km².
Dels 1.117 habitatges en un 38,7% hi vivien nens de menys de 18 anys, en un 62,9% hi vivien parelles casades, en un 9,7% dones solteres, i en un 25,5% no eren unitats familiars. En el 21,6% dels habitatges hi vivien persones soles el 7% de les quals corresponia a persones de 65 anys o més que vivien soles. El nombre mitjà de persones vivint en cada habitatge era de 2,57 i el nombre mitjà de persones que vivien en cada família era de 3,02.
Per edats la població es repartia de la següent manera: un 20,9% tenia menys de 18 anys, un 30,2% entre 18 i 24, un 24,5% entre 25 i 44, un 15,5% de 45 a 60 i un 8,8% 65 anys o més.
L'edat mediana era de 24 anys. Per cada 100 dones de 18 o més anys hi havia 82,8 homes.
La renda mediana per habitatge era de 48.861 $ i la renda mediana per família de 54.837 $. Els homes tenien una renda mediana de 38.098 $ mentre que les dones 24.559 $. La renda per capita de la població era de 14.984 $. Entorn del 3,6% de les famílies i el 5,6% de la població estaven per davall del llindar de pobresa.

## Poblacions més properes
El següent diagrama mostra les poblacions més properes.